# Сіроджиддін Мухріддін
Сіроджиддін Мухріддін (тадж. Сироҷиддин Мӯҳриддин; при народженні Сіроджиддін Мухріддінович Аслов (рос. Сироджиддин Мухриддинович Аслов; тадж. Сироҷиддин Мӯҳриддинович Аслов); нар. 17 лютого 1964, Радянський район, Таджицька РСР) — таджицький державний діяч і дипломат. Міністр закордонних справ Республіки Таджикистан (з 2013).

## Біографія
Сіроджиддін Мухріддін народився 17 лютого 1964 року в Радянському районі (нині — Темурмаліцький район) Таджицької Радянської Соціалістичної Республіки.

### Освіта
У 1986 році закінчив Одеський гідрометеорологічний інститут.
У 2002 році закінчив Ташкентський державний економічний університет.
Володіє англійською, перською, узбецькою, урду і російською мовами.

### Кар'єра в метеослужбі
У 1986-1992 роках — інженер, головний інженер-агрометеоролог Центру гідрометеорології Головного управління метеорології Міністерства охорони природи Таджицької РСР.
У 1992-1995 роках — заступник начальника, начальник управління Міністерства охорони навколишнього середовища Республіки Таджикистан.
У 1995-1996 роках — заступник начальника Головного управління метеорології Міністерства охорони навколишнього середовища Республіки Таджикистан.
З 15 травня 1995 року — член організаційного комітету з розробки Державної екологічної програми Республіки Таджикистан.

### Дипломатична кар'єра
З 1996 року працював у Виконавчому комітеті Міжнародного фонду з порятунку Аралу.
У 1997-2002 роках — повноважний представник Республіки Таджикистан у Виконавчому комітеті Міжнародного фонду порятунку Аралу (Ташкент).
У 2002-2005 роках — голова Виконавчого комітету Міжнародного фонду порятунку Аралу (Душанбе).
У 2004-2005 роках — перший заступник міністра закордонних справ Таджикистану.
З квітня 2004 року по листопад 2005 року — національний координатор Республіки Таджикистан у справах Шанхайської організації співпраці.
З 2005 року — постійний представник Таджикистану при ООН, а з 2011 року, за сумісництвом, Надзвичайний і Повноважний Посол Таджикистану на Кубі.
З 29 листопада 2013 року — міністр закордонних справ Республіки Таджикистан.

## Дипломатичний ранг
Надзвичайний і повноважний посол.

## Нагороди
- Орден «Слава» («Шараф») II ступеня (28 серпня 2010).
- Орден Дружби (13 лютого 2017, Росія) — за великий особистий внесок у розвиток російсько-таджицьких відносин, зміцнення дружби, співпраці та взаєморозуміння між народами.[3]
- Орден «Фідокорона хізматларі учун» (29 серпня 2018, Узбекистан) — за великий внесок у зміцнення багатовікових відносин дружби та добросусідства між братніми народами Узбекистану й Таджикистану, активну та плідну діяльність із розширення культурно-гуманітарних зв'язків, дбайливого збереження та примноження спільної історичної спадщини, духовних цінностей та традицій, заслуги в розвитку взаємовигідного торговельно-економічного співробітництва, всебічного стратегічного партнерства наших країн.[4]